# Баптистский евангелический христианский союз Италии
Баптистский евангелически-христианский союз Италии (итал. Unione Cristiana Evangelica Battista d'Italia) — баптистская христианская конфессия в Италии со штаб-квартирой в Риме.

## История
Союз берет свое начало в «Апостольском баптистском христианском союзе» (Unione Cristiana Apostolica Battista), федерации, созданной британской (Баптистское миссионерское общество) и американской миссией (Международный миссионерский совет) в 1884 году. 
Союз Италии официально основан в 1956 году. 
В 1966 году члены церковной ассоциации «Spezia Mission for Italy» объединились с союзом. 

## Межцерковные связи
Союз связан с Федерацией евангелических церквей Италии и Всемирным союзом баптистов.

## Статистика
Согласно переписи верующих, опубликованной союзом в 2023 году, он насчитывает 116 церквей и 4100 членов.

## Внешние ссылки
- Официальный веб-сайт